# T'imagines la vida sense ell?
T'imagines la vida sense ell? és una novel·la d'Isabel-Clara Simó escrita l'any 2000.

## Argument
La novel·la és la historia d'una dona (Mercè) sotmesa, atemorida i humiliada diàriament pel seu marit (Ricard). Poques vegades li pegava, però la seva vida diària és un autèntic infern i en la novel·la redacta com la dona en aquest país, als anys setanta, no tenia dret a res, no podia treballar si el marit no li signava el contracte, no podia tenir un passaport si el marit no hi donava el consentiment entre d'altres. Aquesta història és explicada com si d'un diari secret es tractes que és descobert pel seu fill 30 anys més tard, quan la dona ja està morta i el fill va descobrint horroritzat realment quina mena de persones eren els seus pares i com la seva mare va actuar per posar fi als seus patiments.
A poc a poc, la protagonista planeja el crim perfecte. I fins que el seu fill no troba el diari, ningú sospita dels seus plans ni com els va dur a terme.